# Cyril Danina
Cyril Danina,,né le 18 mars 1974 à N’Djamena est un réalisateur tchadien

## Biographie
Cyril Danina nait le 18 mars 1974. Il commence sa carrière en tant qu'assistant réalisateur et collabore avec plusieurs réalisateurs parmi lesquels Mahamat Saleh Haroun, Issa Serge Coello, Ismail Ben Cherif, Aaron Padacké Zégoubé, Achille Ronaimou Adoumbaye. Cyril Danina crée et anime l’Institut de Pratiques Cinématographiques pour le Développement en abrégé (IPCD), qui est un organisme privé d’intérêt général, comme un espace permanent d’échanges et de réflexions sur les pratiques et les expériences professionnelles de cinéma, sur les initiatives et l’expérimentation de recherches, de formation et de l’éducation. En dehors de la réalisation et consultances, Cyril intervient également comme formateur dans le domaine de l’audiovisuel(écriture et réalisation) à l’Institut National des Science et technique d’Abéché (INSTA) entre 2013 et 2021. Il est aussi le secrétaire régional de la FEPACI (Fédération panafricaine des Cinéastes), zone Afrique centrale, et le secrétaire Général adjoint de l’Association tchadienne des Professionnels du Cinéma et de l’Audiovisuel (APCA).

### Formation
Cyril Danina, fait ses études primaires et secondaires à N'Djamena au Tchad. Après ses études en Histoire à l’Université de N'Djamena, il est entre à l’université d’été à La Fémis à Paris en 1999.

### Cinéma
En 2000, il réalise le pilote d’une série télévisée intitulée « Génération 2000 » avec la participation du Studio Radio Présence Antenne, et sous la direction artistique du feu Père SJ Debi Youmtou, réalisateur, Directeur de ladite Radio catholique basée à N’Djamena. En 2001, il travaille avec le réalisateur tchadien Haroun Mahamat Saleh, sur son long métrage « Abouna », comme assistant réalisateur, une coproduction France - Tchad, avec l’appui de l’Organisation Internationale de la Francophonie (OIF) et du Centre national du cinéma et de l'image animée (CNC) de France.
En 2002, Cyril Danina coréalise avec Serge Issa Coelo, le moyen métrage «Socko Pala» avec l’appui de la GTZ – GMBH, la coopération allemande au Tchad, sur la question de l’exode rural des jeunes dans le sud-ouest du Tchad. Deux ans plus tard, en 2004, Cyril Danina travaille comme assistant réalisateur sur le film long métrage tchadien « N’Djamena city » du réalisateur tchadien Serge Issa Coelo, une coproduction Tchad - France - Maroc - Gabon.
En 2005, il se ressource dans la production numérique (photo et lumière) à l’Institut Imagine de Gaston Kaboré, pionnier du cinéma Burkinabé, à Ouagadougou au Burkina Faso. Il perfectionne son projet de série «Age d’Or,» et la réalise en 2009. La série est présentée en sélection officielle, compétition vidéo – TV au FESPACO (Festival panafricain du cinéma et de la télévision de Ouagadougou), au Burkina Faso en 2011. En 2012, Cyril Danina réalise un documentaire sur les artistes tchadiens intitulé «Au delà de la frontière », avec l’appui de l’Ambassade de France au Tchad via l’Institut Français du Tchad. Deux ans plus tard en 2014, il présente son documentaire intitulé «Voyage au pays», tourné au Sénégal, au Festival «Balabala» à Kinshasa, en République démocratique du Congo. Dans la même année Cyril Danina a appuyé le réalisateur burkinabé Tahirou Tasseré Ouedraogo dans son long métrage «Tom», dans la préparation à Ouagadougou.
En 2015 où il est accueilli en résidence à la résidence «Sud Ecriture» à Tunis en Tunisie, sous la direction de Jacques Fieschi, critique du cinéma, scénariste et réalisateur français, pour penser un projet de fiction, et à travers de nouvelles collaborations, s’intéresser aux croisements dans le domaine de recherche en science sociales et d’écriture de scénario.
Cyril Danina assiste en 2017, la réalisatrice canadienne Alya Fafin sur son court métrage «Amani», poulain d’argent du court métrage fiction au FESPACO en 2019. Il a travaillé comme assistant réalisateur sur deux longs métrages tchadiens des jeunes réalisateurs tchadiens, respectivement, «Warassa» de Aaron Padacke et «Diya,», le prix du sang, de Achille Raïnamou. Parallèlement, Cyril Danina participe aux différents projets de création de rencontre des formes de cultures et d’arts. Dans le cadre d’une collaboration unique entre artistes provenant du Tchad, de l’Acadie et du Québec, il participe la même année à la rencontre de création entre le cinéma, le théâtre, la danse et la musique sur le travail humanitaire, afin de faire émerger une œuvre originale où la valeur artistique et l’impact social se nourrissent, tout en maintenant chacun une place distincte. A cette occasion, il réalise un documentaire sur la portée sociale de l’art dans les camps de refugiés centrafricains au sud du Tchad. Le film s’intitule «Sur les pas de …», une coproduction Tchad – Canada.
Depuis 2023, Cyril Danina travaille aussi sur une expérimentation, inspirée des toiles de la période bleue de l’artiste peintre espagnol Pablo Picasso, pour donner naissance à un projet de long métrage qui s’intitule «Lagom».

## Filmographie
- 2000 : Génération 2000
- 2001 : Abouna
- 2002 : Socko Pala
- 2009 : Age d'Or
- 2013 : Voyage au pays
- 2014 : Au délà de la frontière
- 2015 : Voyage au pays, Le journal d’un lac
- 2017 : Sur les pas de…